# سرژ بروسولو

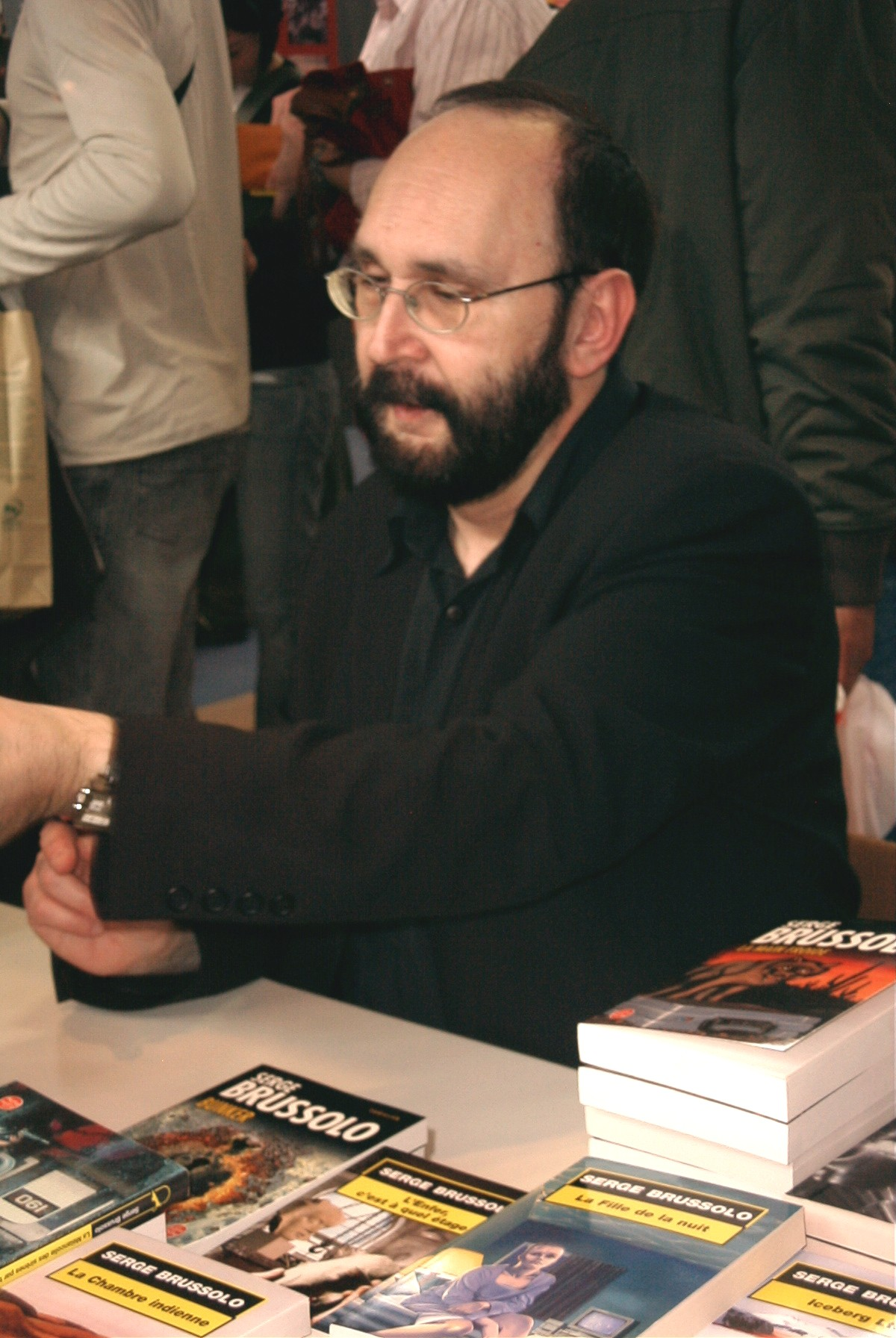
سرژ بروسولو

سرژ بروسولو (زاده ۳۱ مه ۱۹۵۱) داستان‌نویس فرانسوی است.

## زندگی‌نامه
بروسولو که در پاریس به دنیا آمد، دوران کودکی سختی داشت. او نامه‌نگاری و روان‌شناسی و اولین متن‌هایش را خیلی زود نوشت و از بدبختی و محیط آشفتهٔ خانوادگی‌اش الهام گرفت. سیاهی اولین رمان‌های او لحن همه کارهای آینده‌اش را رقم زد.
در ابتدای کارش، ناشران او را به دلیل سبک او رد کردند - که اگرچه نزدیک به فانتزی و علمی تخیلی است، به راحتی نمی‌توان آن را در هیچ ژانری دسته‌بندی کرد. او پشتکار داشت؛ زیرا نمی‌توانست بدون نوشتن آینده‌ای را برای خود متصور شود. آثار او برای اولین بار در فانزین‌ها منتشر شد. اولین متن منتشر شده او زندانی فراری بود که در سال ۱۹۷۲ منتشر شد. به دنبال آن تعداد زیادی رمان در مجموعه پیش‌بینی و حضور آینده منتشر شد. یکی دیگر از آثار او، Les semeurs d'abîmes، برنده جایزه آپولو در سال ۱۹۸۴ شد.

## اقتباس‌های سینمایی
در سال ۲۰۰۳، رمان او به نام تصویر اژدها (A l'image du Dragon) به صورت آزادانه در یک فیلم انیمیشنی به نام کودکان باران، توسط فیلیپ لکلرک اقتباس شد. در سال ۲۰۰۹، رمان پرفروش Les Emmurés او در یک فیلم انگلیسی زبان با عنوان Walled In اقتباس شد.